# Thorlaksonius platypus
Thorlaksonius platypus är en kräftdjursart som först beskrevs av J. L. Barnard och Given 1960.  Thorlaksonius platypus ingår i släktet Thorlaksonius och familjen Pleustidae. Inga underarter finns listade i Catalogue of Life.